# Divisione Nazionale A
La Divisione Nazionale A, conocida con anterioridad como Serie A Dilettanti, Serie B d'Eccellenza y Serie B1, fue la tercera división del baloncesto en Italia hasta 2013, tras la Serie A y la Legadue. Estaba organizada por la desaparecida Lega Nazionale Pallacanestro. Actualmente la tercera división italiana es la Serie B.
Estaba formada por 24 equipos en lugar de los 32 de los que constaba hasta 2011. La competición se desarrollaba entre los meses de septiembre a mayo.

## Formato de competición
El campeonato lo formaban 24 equipos, divididos en dos conferencias, y éstas a su vez en dos divisiones. Cada equipo se enfrentaba a doble vuelta con el resto de equipos de su conferencia, y a un único partido con los equipos de la otra, componiendo 34 jornadas de competición.
Accedían a los play-offs 12 equipos, los dos primeros de cada división y los cuatro (dos por conferencia) con más puntos acumulados. El descenso se lo jugaban el último clasificado de cada división y otros cuatro equipos, los dos peores de cada conferencia.

## Palmarés
| Temporada | Campeón                      | Ascensos                                                    |
| --------- | ---------------------------- | ----------------------------------------------------------- |
| 2008-09   | Nuova Pallacanestro Vigevano | Nuova Pallacanestro Vigevano AB Latina                      |
| 2009-10   | Fortitudo Bologna            | Fortitudo Bologna Basket Barcellona                         |
| 2010-11   | Basket Brescia Leonessa      | Basket Brescia Leonessa Pallacanestro Trapani               |
| 2011-12   | Aquila Basket Trento         | Aquila Basket Trento Basket Ferentino Pallacanestro Trieste |
| 2012-13   | PMS Torino                   | PMS Torino                                                  |